# Helichrysum myriocephalum
Helichrysum myriocephalum là một loài thực vật có hoa trong họ Cúc. Loài này được Humbert mô tả khoa học đầu tiên năm 1923.